# Торонтський долар
Торо́нтський до́лар — приватна валюта, якою користуються в місті Торонто та провінції Онтаріо. Заснована у грудні 1998 року, прив'язана до канадського долара.
Валюта контролюється непідприємницькою організацією Toronto Dollar Community Projects Inc та проектом St. Lawrence Works.
Валюта використовується (курс — 1 канадський долар за 1 торонтський долар) місцевим бізнесом: торговці можуть вільно обмінюватися доларами Торонто з канадськими доларами двічі на місяць, у розмірі 90 центів за канадський долар.
У 2008 році 150 підприємств приймали торонтський долар, більшість з них на ринку Сент-Лоуренс та на площі Джеррард.